# Tymczasowy Rząd Syberyjski

Flaga używana przez Tymczasowy Rząd Syberyjski

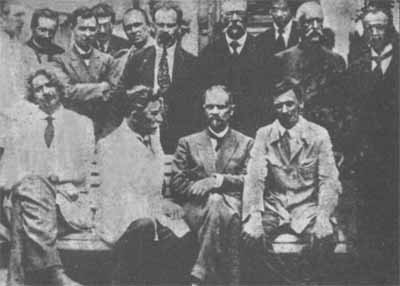
Tymczasowy Rząd Syberyjski

Tymczasowy Rząd Syberyjski (ros. Временное Сибирское правительство) – ustanowiony w styczniu 1918 polityczny organ wykonawczy antybolszewickiego ruchu Białych działający na Syberii.

## Historia
Tymczasowy Rząd Syberyjski powstał 9 lutego 1918 roku w Tomsku na konspiracyjnym zebraniu części członków Syberyjskiej Dumy Obwodowej, którą bolszewicy rozwiązali dzień wcześniej. Na czele rządu stanął reprezentant Partii Rewolucjonistów-Socjalistów (eserowców) Piotr Derber. Funkcję ministra spraw zagranicznych objął Piotr Wołogodski, ministra ochrony zdrowia Władimir Krutowski, ministra wojny Arkadij Krakowiecki, ministra spraw wewnętrznych Aleksandr Nowosiołow, ministra finansów Iwan Michajłow, ministra zaopatrzenia i rolnictwa Iwan Sieriebriennikow, ministra sprawiedliwości Patuszinski, ministra oświecenia ludowego Rinczino, ministra handlu i przemysłu Kołobow, ministra dróg kolejowych Leonid Ustrugow, ministra pracy Judin, ministra spraw narodowościowych Tiber-Pietrow, ministra narodowości autonomicznych Sulim, kontrolera państwowego Władimir Żernakow. Byli oni działaczami partii eserowskiej, partii mienszewickiej, ludowych socjalistów i syberyjskimi regionalistami. Faktycznie większość członków rządu była mianowana zaocznie, nie wiedząc o tym fakcie.
W marcu 1918 roku Piotr Derber wraz z częścią „ministrów” przedostał się do Harbinu, zaś w czerwcu tego roku powrócił do Rosji, gdzie we Władywostoku Tymczasowy Rząd Syberyjski został przekształcony w Tymczasowy Rząd Autonomicznej Syberii (zwany też grupą Derbera). W lipcu na jego czele stanął Iwan Ławrow.
31 maja 1918 roku, po zlikwidowaniu władzy bolszewickiej w Tomsku, utworzono w wyzwolonym mieście nowy Tymczasowy Rząd Syberyjski kierowany przez Piotra Wołogodskiego. W jego skład weszli też Grigorij Patuszynski, Iwan Michajłow, Michaił Szatiłow i Władimir Krutowski. Byli oni przedstawicielami syberyjskich regionalistów i partii kadeckiej. Rząd utworzył Komisariat Zachodnio-Syberyjski, sformował własne siły zbrojne pod nazwą Armia Syberyjska, ogłosił denacjonalizację przemysłu, odbudowę samorządu terytorialnego, sądownictwa i administracji. Mogły być tworzone związki zawodowe, które jednak nie mogły dążyć do realizacji celów politycznych. Powołano wojskowe sądy polowe i wprowadzono karę śmierci za przestępstwa polityczne. Władze podjęły pertraktacje z Ałasz Ordą i baszkirskimi nacjonalistami. 24 sierpnia została utworzona Rada Administracyjna, sprawująca władzę państwową. Na początku września doszło do silnego kryzysu politycznego spowodowanego nieudaną próbą przewrotu wojskowego pod kierownictwem byłego głównodowodzącego Armią Syberyjską gen. Aleksieja Griszina-Ałmazowa. Miał on też poparcie ze strony części ministrów. Jesienią 1918 roku miał miejsce kolejny kryzys polityczny, kiedy część członków rządu reprezentujących poglądy prawicowe doprowadziła do dymisji Władimira Krutowskiego, Grigorija Patuszynskiego i Michaiła Szatiłowa. Doszło też do zabójstwa Aleksandra Nowosiołowa.
W październiku/listopadzie 1918 roku oba rządy syberyjskie uznały władzę Ogólnorosyjskiego Rządu Tymczasowego w Ufie (tzw. Dyrektoriatu Ufimskiego).